# Corrente politica
Una corrente politica (o fazione politica), nella terminologia della politica, è un gruppo di persone che si organizza autonomamente all'interno di un partito allo scopo di imporre la propria linea politica e/o di acquisire una maggiore porzione di posti chiave e di incarichi per i propri membri.

## Metonimia
Laddove l'attività della corrente si dispieghi al di fuori del potere politico in senso stretto, per estensione il termine è stato utilizzato per indicare «il gruppo di persone associate che, condividendo un determinato indirizzo di politica (...), sposta la propria attività dal profilo teorico-speculativo a quello pratico-applicativo di gestione dell'amministrazione (...) e, valendosi del sostegno elettorale che destini uno o più componenti del gruppo a cariche associative interne alla categoria o esterne ad essa, influisce negativamente sulla progressione della carriera (...), alterando la selezione per merito con i mezzi dell'appartenenza di fazione o con quelli dello scambio di influenze».

## Definizioni nazionali
Considerando l'organizzazione autonoma come un carattere distintivo delle frazioni, si può individuarne la presenza prestando attenzione non solo ai gruppi che competono apertamente nelle elezioni interne, ma anche a quei gruppi che mantengono un'organizzazione distinta e contrattano autonomamente il proprio ingresso nelle coalizioni che governano il partito, o la propria adesione a singole decisioni della maggioranza, in cambio di un'accettazione almeno parziale della propria linea politica e/o di ricompense per i propri membri.
La frazione si può considerare come la specificazione di un fenomeno più generale, quello che Harold Lasswell definisce: «Un gruppo appartenente ad un insieme più vasto che operi a vantaggio di particolari persone o di particolari linee politiche». Non tutti gli autori che si sono occupati di frazioni si sono anche preoccupati di distinguere terminologicamente il fenomeno del dissenso organizzato nel partito da fenomeni a esso assimilabili. Gli autori di lingua inglese, ad esempio, usano lo stesso termine faction per indicare: le fazioni in senso classico, le aggregazioni a livello sociale che influenzano le formazioni politiche soprattutto nei paesi in via di modernizzazione, le formazioni prepartitiche a livello parlamentare, le tendenze ideologiche intra e interpartitiche, i fenomeni di dissidenza nel voto parlamentare, e infine le frazioni come qui definite. Questa definizione troppo ampia e ambigua riflette difficoltà di concettualizzazione del fenomeno, difficoltà che hanno comportato non pochi problemi nel raffronto storico e nella comparazione in differenti sistemi politici. È perciò preferibile non adottare la traduzione letterale di faction (fazione) per evitare tale ambiguità, per il carattere desueto del termine nel nostro linguaggio politico, e soprattutto per la sua connotazione spesso negativa.
Il vocabolo comunemente usato in Italia per indicare la frazione è corrente. altro termine che presenta notevoli carenze a causa del suo carattere eufemistico e minimizzante; corrente, infatti, meglio si presterebbe a designare una tendency, una linea ideologica o programmatica, che non la presenza e l'azione di un gruppo organizzato. Anche il termine frazione si presta, per la verità, a essere criticato per la sua polivalenza: in Germania ad esempio, con fraktion si indica in genere la rappresentanza parlamentare di diversi partiti. Ciononostante questo sembra essere il termine da preferire, per almeno due ragioni: la sua provenienza dal linguaggio matematico consente, infatti, la massima distanza da implicazioni valutative, e nel contempo la più facile traducibilità linguistica. Si tratta quindi  del termine più idoneo alla comparazione; inoltre si deve tener conto del fatto che il termine frazione storicamente è già stato validamente adoperato. Si pensi, ad esempio, ai partiti socialisti e comunisti europei, dove il termine frazione veniva usato per indicare quei gruppi interni non solo dissenzienti dalla maggioranza sul piano ideologico (i cosiddetti deviazionisti), ma anche e soprattutto autonomamente organizzati (i frazionisti, per l'appunto).

## Classificazioni e tipologie
I primi tentativi di classificare le correnti non sono andati molto al di là delle distinzioni della distinzione operata da David Hume tra fazioni d'interesse e fazioni di opinione. Si trattava cioè di classificazioni di difficile applicazione sul piano empirico.
Negli ultimi anni abbiamo assistito a tentativi di classificazione dotati di maggiore capacità operativa. Accanto alle dimensioni che concernono le attitudini:
- frazioni orientate ai valori
- frazioni orientate alle spoglie
- frazioni ideologiche
- frazioni programmatiche
- frazioni collocate nei vari tratti dell'arco destra-sinistra

Si sono evidenziate altre dimensioni: 
- l'ampiezza
- la durata nel tempo
- il ruolo all'interno delle coalizioni di partito e di governo
- il tipo di leadership (frazioni personalistiche e frazioni non personalistiche)
- la composizione in termini di insediamenti geografici, in termini di appartenenza e/o di provenienza da una o più associazioni collaterali, in

La via da compiere su questa strada sembra però ancora abbastanza lunga, sia perché il campo non appare ancora sgombrato da classificazioni che dovrebbero appartenere al momento definitorio (come  quella tra frazioni organizzate e frazioni non organizzate), sia soprattutto perché non si è trovato un accordo tra la necessità che le dimensioni osservate siano rilevanti e la necessità che siano rilevabili.

## Influenza del fenomeno sui partiti e sul sistema politico
Il giudizio sul tipo di azione svolta dalle frazioni, sia all'interno dei partiti in cui operano, sia più in generale nei sistemi politici in cui si riscontra la loro presenza, sembra abbastanza concorde su una valutazione negativa. Secondo la larga maggioranza della letteratura sul frazionismo:
- le frazioni inducono instabilità e ambiguità nel governo dei partiti. La presenza di frazioni comporta normalmente la necessità di gestire il partito per mezzo di una coalizione di frazioni Inoltre, il carattere meno definito ideologicamente, e meno stabile nel tempo delle frazioni rispetto ai partiti, fa sì che queste coalizioni interne presentino un'instabilità e un'incoerenza superiore a quella, già alta, delle coalizioni governative;
- le frazioni aumentano ulteriormente l'instabilità e la conflittualità interna dei governi di coalizione. Infatti all'instabilità e alla conflittualità derivanti dalla necessità di appianare le divergenze e distribuire le spoglie tra i partiti si aggiungono instabilità e conflitti derivanti dall'analoga necessità di appianare le divergenze e distribuire le spoglie, all'interno dei singoli partiti, tra le frazioni Questo problema è stato efficacemente descritto da D'Amato con la formula della "doppia instabilità";
- le frazioni non sono rappresentative dell'elettorato, che vota al contrario l'immagine globale (o maggioritaria) del partito; costituiscono perciò un elemento di distorsione della rappresentanza.

Alcuni autori, però, considerano positiva l'azione svolta dalle frazioni specie in un sistema rigidamente bipartitico o in un sistema a partito egemonico o predominante. Partendo dal presupposto che un sistema bipartitico sia incapace di rappresentare le diverse posizioni politiche realmente presenti nel paese, si ritiene che le frazioni possano svolgere una funzione positiva rappresentando opinioni e posizioni differenziate rispetto a quelle di due soli partiti. Del pari, in un sistema partitico scarsamente competitivo, e particolarmente in presenza di un partito egemone, le frazioni compenserebbero la carenza di opposizione nel sistema politico svolgendo tale funzione dall'interno del partito maggioritario. A questo proposito si è anche tentato di individuare una relazione tra assenza si competizione tra i partiti e insorgenza del frazionismo all'interno del partito.